# Lista över fornlämningar i Uppsala kommun (Uppsala-Näs)
Lista över fornlämningar i Uppsala kommun (Uppsala-Näs) är en förteckning av ett urval av de fornlämningar som finns i Uppsala-Näs i Uppsala kommun.
| Namn                                      | Lämningstyp                      | Tillkomsttid | Historisk indelning  | Plats | Läge                 | ID-nr          | Bild                                      |
| ----------------------------------------- | -------------------------------- | ------------ | -------------------- | ----- | -------------------- | -------------- | ----------------------------------------- |
| Uppsala-Näs 1:1                           | Stensättning                     |              | Uppsala-Näs, Uppland |       | 59.791513, 17.553018 | 10028300010001 | Ladda upp en bild av detta fornminne      |
| Uppsala-Näs 2:1                           | Hällristning                     |              | Uppsala-Näs, Uppland |       | 59.790916, 17.554481 | 10028300020001 | Ladda upp en bild av detta fornminne      |
| Uppsala-Näs 5:1                           | Gravfält                         |              | Uppsala-Näs, Uppland |       | 59.791660, 17.560508 | 10028300050001 | Ladda upp en bild av detta fornminne      |
| Uppsala-Näs 5:2                           | Hällristning                     |              | Uppsala-Näs, Uppland |       | 59.792096, 17.558119 | 10028300050002 | Ladda upp en bild av detta fornminne      |
| Uppsala-Näs 5:3                           | Hällristning                     |              | Uppsala-Näs, Uppland |       | 59.791874, 17.558603 | 10028300050003 | Ladda upp en bild av detta fornminne      |
| Uppsala-Näs 5:4                           | Hällristning                     |              | Uppsala-Näs, Uppland |       | 59.791661, 17.559643 | 10028300050004 | Ladda upp en bild av detta fornminne      |
| Uppsala-Näs 5:5                           | Hällristning                     |              | Uppsala-Näs, Uppland |       | 59.791463, 17.560809 | 10028300050005 | Ladda upp en bild av detta fornminne      |
| Kölnabacken (Uppsala-Näs 6:1)             | Stensättning                     |              | Uppsala-Näs, Uppland |       | 59.793931, 17.563007 | 10028300060001 | Ladda upp en bild av detta fornminne      |
| Kölnabacken (Uppsala-Näs 6:2)             | Stensättning                     |              | Uppsala-Näs, Uppland |       | 59.793865, 17.563189 | 10028300060002 | Ladda upp en bild av detta fornminne      |
| Kölnabacken (Uppsala-Näs 6:3)             | Stensättning                     |              | Uppsala-Näs, Uppland |       | 59.793910, 17.562842 | 10028300060003 | Ladda upp en bild av detta fornminne      |
| U 893 (Uppsala-Näs 7:1)                   | Runristning                      |              | Uppsala-Näs, Uppland |       | 59.793104, 17.564413 | 10028300070001 | Ladda upp en till bild av detta fornminne |
| Uppsala-Näs 8:1                           | Stensättning                     |              | Uppsala-Näs, Uppland |       | 59.792290, 17.565799 | 10028300080001 | Ladda upp en bild av detta fornminne      |
| Uppsala-Näs 8:2                           | Stensättning                     |              | Uppsala-Näs, Uppland |       | 59.792085, 17.566069 | 10028300080002 | Ladda upp en bild av detta fornminne      |
| Uppsala-Näs 9:1                           | Stensättning                     |              | Uppsala-Näs, Uppland |       | 59.791312, 17.566711 | 10028300090001 | Ladda upp en bild av detta fornminne      |
| Uppsala-Näs 10:1                          | Hällristning                     |              | Uppsala-Näs, Uppland |       | 59.789204, 17.568913 | 10028300100001 | Ladda upp en bild av detta fornminne      |
| Uppsala-Näs 11:1                          | Hällristning                     |              | Uppsala-Näs, Uppland |       | 59.795451, 17.558125 | 10028300110001 | Ladda upp en bild av detta fornminne      |
| Uppsala-Näs 14:2                          | Hällristning                     |              | Uppsala-Näs, Uppland |       | 59.789715, 17.571937 | 10028300140002 | Ladda upp en bild av detta fornminne      |
| Uppsala-Näs 15:2                          | Stensättning                     |              | Uppsala-Näs, Uppland |       | 59.789761, 17.572884 | 10028300150002 | Ladda upp en bild av detta fornminne      |
| Uppsala-Näs 17:1                          | Stensättning                     |              | Uppsala-Näs, Uppland |       | 59.795727, 17.579630 | 10028300170001 | Ladda upp en bild av detta fornminne      |
| Stabbyhögen el -kullen (Uppsala-Näs 18:1) | Gravfält                         |              | Uppsala-Näs, Uppland |       | 59.795215, 17.577999 | 10028300180001 | Ladda upp en bild av detta fornminne      |
| Uppsala-Näs 19:1                          | Stensättning                     |              | Uppsala-Näs, Uppland |       | 59.794925, 17.576939 | 10028300190001 | Ladda upp en bild av detta fornminne      |
| Uppsala-Näs 24:1                          | Stensättning                     |              | Uppsala-Näs, Uppland |       | 59.795313, 17.574473 | 10028300240001 | Ladda upp en bild av detta fornminne      |
| Uppsala-Näs 25:1                          | Röse                             |              | Uppsala-Näs, Uppland |       | 59.795492, 17.581684 | 10028300250001 | Ladda upp en bild av detta fornminne      |
| Uppsala-Näs 26:1                          | Grav- och boplatsområde          |              | Uppsala-Näs, Uppland |       | 59.794727, 17.582213 | 10028300260001 | Ladda upp en bild av detta fornminne      |
| Kleopatrastenen (Uppsala-Näs 27:1)        | Grav markerad av sten/block      |              | Uppsala-Näs, Uppland |       | 59.800320, 17.565454 | 10028300270001 | Ladda upp en till bild av detta fornminne |
| Uppsala-Näs 29:1                          | Grav- och boplatsområde          |              | Uppsala-Näs, Uppland |       | 59.801619, 17.552346 | 10028300290001 | Ladda upp en bild av detta fornminne      |
| Uppsala-Näs 32:1                          | Grav- och boplatsområde          |              | Uppsala-Näs, Uppland |       | 59.800289, 17.532750 | 10028300320001 | Ladda upp en bild av detta fornminne      |
| Uppsala-Näs 32:2                          | Hällristning                     |              | Uppsala-Näs, Uppland |       | 59.800217, 17.534420 | 10028300320002 | Ladda upp en bild av detta fornminne      |
| Uppsala-Näs 38:1                          | Stensättning                     |              | Uppsala-Näs, Uppland |       | 59.801929, 17.523773 | 10028300380001 | Ladda upp en bild av detta fornminne      |
| Uppsala-Näs 38:3                          | Stensättning                     |              | Uppsala-Näs, Uppland |       | 59.801940, 17.523189 | 10028300380003 | Ladda upp en bild av detta fornminne      |
| Uppsala-Näs 39:1                          | Gravfält                         |              | Uppsala-Näs, Uppland |       | 59.803373, 17.543568 | 10028300390001 | Ladda upp en bild av detta fornminne      |
| Uppsala-Näs 40:1                          | Hällristning                     |              | Uppsala-Näs, Uppland |       | 59.803430, 17.544633 | 10028300400001 | Ladda upp en bild av detta fornminne      |
| Uppsala-Näs 43:1                          | Gravfält                         |              | Uppsala-Näs, Uppland |       | 59.805118, 17.539024 | 10028300430001 | Ladda upp en bild av detta fornminne      |
| Uppsala-Näs 45:1                          | Hällristning                     |              | Uppsala-Näs, Uppland |       | 59.803562, 17.548161 | 10028300450001 | Ladda upp en bild av detta fornminne      |
| Uppsala-Näs 46:1                          | Hög                              |              | Uppsala-Näs, Uppland |       | 59.804636, 17.535472 | 10028300460001 | Ladda upp en bild av detta fornminne      |
| Uppsala-Näs 48:1                          | Stensättning                     |              | Uppsala-Näs, Uppland |       | 59.808480, 17.528111 | 10028300480001 | Ladda upp en bild av detta fornminne      |
| Uppsala-Näs 49:1                          | Gravfält                         |              | Uppsala-Näs, Uppland |       | 59.810032, 17.522870 | 10028300490001 | Ladda upp en bild av detta fornminne      |
| Uppsala-Näs 50:1                          | Gravfält                         |              | Uppsala-Näs, Uppland |       | 59.810345, 17.521155 | 10028300500001 | Ladda upp en bild av detta fornminne      |
| Uppsala-Näs 51:1                          | Stensättning                     |              | Uppsala-Näs, Uppland |       | 59.810431, 17.515788 | 10028300510001 | Ladda upp en bild av detta fornminne      |
| Uppsala-Näs 52:1                          | Grav- och boplatsområde          |              | Uppsala-Näs, Uppland |       | 59.804499, 17.512593 | 10028300520001 | Ladda upp en bild av detta fornminne      |
| Uppsala-Näs 56:1                          | Gravfält                         |              | Uppsala-Näs, Uppland |       | 59.814310, 17.508651 | 10028300560001 | Ladda upp en bild av detta fornminne      |
| Uppsala-Näs 59:1                          | Hällristning                     |              | Uppsala-Näs, Uppland |       | 59.813071, 17.506020 | 10028300590001 | Ladda upp en bild av detta fornminne      |
| Uppsala-Näs 60:1                          | Gravfält                         |              | Uppsala-Näs, Uppland |       | 59.813579, 17.509819 | 10028300600001 | Ladda upp en bild av detta fornminne      |
| Uppsala-Näs 61:1                          | Hällristning                     |              | Uppsala-Näs, Uppland |       | 59.816377, 17.504867 | 10028300610001 | Ladda upp en bild av detta fornminne      |
| Uppsala-Näs 62:1                          | Grav- och boplatsområde          |              | Uppsala-Näs, Uppland |       | 59.815961, 17.504230 | 10028300620001 | Ladda upp en bild av detta fornminne      |
| Uppsala-Näs 66:1                          | Stensättning                     |              | Uppsala-Näs, Uppland |       | 59.789073, 17.581006 | 10028300660001 | Ladda upp en bild av detta fornminne      |
| Uppsala-Näs 67:1                          | Stensättning                     |              | Uppsala-Näs, Uppland |       | 59.786021, 17.590412 | 10028300670001 | Ladda upp en bild av detta fornminne      |
| Lillkyrkan (Uppsala-Näs 69:2)             | Husgrund, förhistorisk/medeltida |              | Uppsala-Näs, Uppland |       | 59.787328, 17.594453 | 10028300690002 | Ladda upp en bild av detta fornminne      |
| Uppsala-Näs 70:1                          | Hög                              |              | Uppsala-Näs, Uppland |       | 59.783185, 17.599565 | 10028300700001 | Ladda upp en bild av detta fornminne      |
| Uppsala-Näs 71:1                          | Gravfält                         |              | Uppsala-Näs, Uppland |       | 59.788365, 17.595983 | 10028300710001 | Ladda upp en bild av detta fornminne      |
| Uppsala-Näs 71:2                          | Hällristning                     |              | Uppsala-Näs, Uppland |       | 59.788373, 17.596610 | 10028300710002 | Ladda upp en bild av detta fornminne      |
| Uppsala-Näs 72:1                          | Hällristning                     |              | Uppsala-Näs, Uppland |       | 59.797418, 17.586808 | 10028300720001 | Ladda upp en bild av detta fornminne      |
| Uppsala-Näs 73:1                          | Hällristning                     |              | Uppsala-Näs, Uppland |       | 59.803426, 17.553317 | 10028300730001 | Ladda upp en bild av detta fornminne      |
| Uppsala-Näs 75:1                          | Stensättning                     |              | Uppsala-Näs, Uppland |       | 59.797061, 17.583313 | 10028300750001 | Ladda upp en bild av detta fornminne      |
| Uppsala-Näs 80:1                          | Gravfält                         |              | Uppsala-Näs, Uppland |       | 59.815870, 17.501743 | 10028300800001 | Ladda upp en bild av detta fornminne      |
| Uppsala-Näs 84:1                          | Stensättning                     |              | Uppsala-Näs, Uppland |       | 59.817843, 17.500084 | 10028300840001 | Ladda upp en bild av detta fornminne      |
| Uppsala-Näs 85:1                          | Stensättning                     |              | Uppsala-Näs, Uppland |       | 59.818507, 17.498409 | 10028300850001 | Ladda upp en bild av detta fornminne      |
| Uppsala-Näs 86:1                          | Hällristning                     |              | Uppsala-Näs, Uppland |       | 59.819318, 17.498080 | 10028300860001 | Ladda upp en bild av detta fornminne      |
| Uppsala-Näs 87:1                          | Hällristning                     |              | Uppsala-Näs, Uppland |       | 59.795124, 17.556258 | 10028300870001 | Ladda upp en bild av detta fornminne      |
| Uppsala-Näs 89:1                          | Stensättning                     |              | Uppsala-Näs, Uppland |       | 59.807614, 17.498038 | 10028300890001 | Ladda upp en bild av detta fornminne      |
| Uppsala-Näs 90:1                          | Stensättning                     |              | Uppsala-Näs, Uppland |       | 59.805070, 17.500144 | 10028300900001 | Ladda upp en bild av detta fornminne      |
| Uppsala-Näs 91:1                          | Gravfält                         |              | Uppsala-Näs, Uppland |       | 59.810443, 17.495489 | 10028300910001 | Ladda upp en bild av detta fornminne      |
| Uppsala-Näs 92:1                          | Stensättning                     |              | Uppsala-Näs, Uppland |       | 59.809967, 17.493768 | 10028300920001 | Ladda upp en bild av detta fornminne      |
| Uppsala-Näs 94:1                          | Gravfält                         |              | Uppsala-Näs, Uppland |       | 59.812721, 17.493351 | 10028300940001 | Ladda upp en bild av detta fornminne      |
| Uppsala-Näs 96:1                          | Hällristning                     |              | Uppsala-Näs, Uppland |       | 59.813223, 17.489739 | 10028300960001 | Ladda upp en bild av detta fornminne      |
| U 894 (Uppsala-Näs 97:1)                  | Runristning                      |              | Uppsala-Näs, Uppland |       | 59.810661, 17.477077 | 10028300970001 | Ladda upp en till bild av detta fornminne |
| Uppsala-Näs 98:1                          | Stensättning                     |              | Uppsala-Näs, Uppland |       | 59.812406, 17.473436 | 10028300980001 | Ladda upp en bild av detta fornminne      |
| Uppsala-Näs 99:1                          | Stensättning                     |              | Uppsala-Näs, Uppland |       | 59.810840, 17.486457 | 10028300990001 | Ladda upp en bild av detta fornminne      |
| Uppsala-Näs 100:1                         | Stensättning                     |              | Uppsala-Näs, Uppland |       | 59.809943, 17.486761 | 10028301000001 | Ladda upp en bild av detta fornminne      |
| Uppsala-Näs 102:1                         | Gravfält                         |              | Uppsala-Näs, Uppland |       | 59.815602, 17.469182 | 10028301020001 | Ladda upp en bild av detta fornminne      |
| Uppsala-Näs 103:1                         | Stensättning                     |              | Uppsala-Näs, Uppland |       | 59.816207, 17.468473 | 10028301030001 | Ladda upp en bild av detta fornminne      |
| Uppsala-Näs 105:1                         | Stensättning                     |              | Uppsala-Näs, Uppland |       | 59.816345, 17.464690 | 10028301050001 | Ladda upp en bild av detta fornminne      |
| Uppsala-Näs 109:1                         | Stensättning                     |              | Uppsala-Näs, Uppland |       | 59.819181, 17.473069 | 10028301090001 | Ladda upp en bild av detta fornminne      |
| Uppsala-Näs 113:1                         | Stensättning                     |              | Uppsala-Näs, Uppland |       | 59.818861, 17.464679 | 10028301130001 | Ladda upp en bild av detta fornminne      |
| Uppsala-Näs 113:2                         | Stensättning                     |              | Uppsala-Näs, Uppland |       | 59.818639, 17.465027 | 10028301130002 | Ladda upp en bild av detta fornminne      |
| Uppsala-Näs 114:1                         | Röse                             |              | Uppsala-Näs, Uppland |       | 59.819845, 17.466057 | 10028301140001 | Ladda upp en bild av detta fornminne      |
| Uppsala-Näs 115:1                         | Stensättning                     |              | Uppsala-Näs, Uppland |       | 59.823474, 17.455807 | 10028301150001 | Ladda upp en bild av detta fornminne      |
| Uppsala-Näs 118:1                         | Stensättning                     |              | Uppsala-Näs, Uppland |       | 59.823483, 17.475287 | 10028301180001 | Ladda upp en bild av detta fornminne      |
| Uppsala-Näs 120:1                         | Gravfält                         |              | Uppsala-Näs, Uppland |       | 59.819609, 17.492080 | 10028301200001 | Ladda upp en bild av detta fornminne      |
| Uppsala-Näs 121:1                         | Grav- och boplatsområde          |              | Uppsala-Näs, Uppland |       | 59.819411, 17.495095 | 10028301210001 | Ladda upp en bild av detta fornminne      |
| Uppsala-Näs 121:2                         | Hällristning                     |              | Uppsala-Näs, Uppland |       | 59.819232, 17.493360 | 10028301210002 | Ladda upp en bild av detta fornminne      |
| Uppsala-Näs 122:2                         | Hällristning                     |              | Uppsala-Näs, Uppland |       | 59.818471, 17.495802 | 10028301220002 | Ladda upp en bild av detta fornminne      |
| Uppsala-Näs 127:1                         | Stensättning                     |              | Uppsala-Näs, Uppland |       | 59.792984, 17.553358 | 10028301270001 | Ladda upp en bild av detta fornminne      |
| Uppsala-Näs 129:1                         | Hög                              |              | Uppsala-Näs, Uppland |       | 59.792290, 17.556452 | 10028301290001 | Ladda upp en bild av detta fornminne      |
| Uppsala-Näs 130:1                         | Stensättning                     |              | Uppsala-Näs, Uppland |       | 59.808918, 17.529410 | 10028301300001 | Ladda upp en bild av detta fornminne      |
| Uppsala-Näs 130:2                         | Stensättning                     |              | Uppsala-Näs, Uppland |       | 59.808673, 17.530174 | 10028301300002 | Ladda upp en bild av detta fornminne      |
| Uppsala-Näs 131:1                         | Stensättning                     |              | Uppsala-Näs, Uppland |       | 59.819246, 17.465544 | 10028301310001 | Ladda upp en bild av detta fornminne      |
| Uppsala-Näs 131:2                         | Gravhägnad                       |              | Uppsala-Näs, Uppland |       | 59.819186, 17.465779 | 10028301310002 | Ladda upp en bild av detta fornminne      |
| Norsten (Uppsala-Näs 133:1)               | Fornborg                         |              | Uppsala-Näs, Uppland |       | 59.809520, 17.597885 | 10028301330001 | Ladda upp en bild av detta fornminne      |
| Uppsala-Näs 135:1                         | Stensättning                     |              | Uppsala-Näs, Uppland |       | 59.812327, 17.486890 | 10028301350001 | Ladda upp en bild av detta fornminne      |
| Uppsala-Näs 136:1                         | Stensättning                     |              | Uppsala-Näs, Uppland |       | 59.818213, 17.489268 | 10028301360001 | Ladda upp en bild av detta fornminne      |
| Uppsala-Näs 140:1                         | Hällristning                     |              | Uppsala-Näs, Uppland |       | 59.811890, 17.474904 | 10028301400001 | Ladda upp en bild av detta fornminne      |
| Uppsala-Näs 159:1                         | Stensättning                     |              | Uppsala-Näs, Uppland |       | 59.805502, 17.492644 | 10028301590001 | Ladda upp en bild av detta fornminne      |
| Uppsala-Näs 178:1                         | Stensättning                     |              | Uppsala-Näs, Uppland |       | 59.825204, 17.468993 | 10028301780001 | Ladda upp en bild av detta fornminne      |
| Uppsala-Näs 184:2                         | Stensättning                     |              | Uppsala-Näs, Uppland |       | 59.804504, 17.501144 | 10028301840002 | Ladda upp en bild av detta fornminne      |
| Uppsala-Näs 184:3                         | Husgrund, förhistorisk/medeltida |              | Uppsala-Näs, Uppland |       | 59.804948, 17.501239 | 10028301840003 | Ladda upp en bild av detta fornminne      |
| Uppsala-Näs 190:1                         | Stensättning                     |              | Uppsala-Näs, Uppland |       | 59.802819, 17.516231 | 10028301900001 | Ladda upp en bild av detta fornminne      |
| Lunden (Uppsala-Näs 196:5)                | Hällristning                     |              | Uppsala-Näs, Uppland |       | 59.799731, 17.531809 | 10028301960005 | Ladda upp en bild av detta fornminne      |
| Uppsala-Näs 198:2                         | Hällristning                     |              | Uppsala-Näs, Uppland |       | 59.797515, 17.533495 | 10028301980002 | Ladda upp en bild av detta fornminne      |
| Uppsala-Näs 205:1                         | Stensättning                     |              | Uppsala-Näs, Uppland |       | 59.801918, 17.561690 | 10028302050001 | Ladda upp en bild av detta fornminne      |
| Uppsala-Näs 205:2                         | Stensättning                     |              | Uppsala-Näs, Uppland |       | 59.801989, 17.561855 | 10028302050002 | Ladda upp en bild av detta fornminne      |
| Uppsala-Näs 206:2                         | Stensättning                     |              | Uppsala-Näs, Uppland |       | 59.799734, 17.562903 | 10028302060002 | Ladda upp en bild av detta fornminne      |
| Uppsala-Näs 209:1                         | Grav- och boplatsområde          |              | Uppsala-Näs, Uppland |       | 59.798653, 17.568709 | 10028302090001 | Ladda upp en bild av detta fornminne      |
| Uppsala-Näs 210:1                         | Stensättning                     |              | Uppsala-Näs, Uppland |       | 59.797940, 17.569406 | 10028302100001 | Ladda upp en bild av detta fornminne      |
| Uppsala-Näs 212:1                         | Stensättning                     |              | Uppsala-Näs, Uppland |       | 59.796574, 17.574814 | 10028302120001 | Ladda upp en bild av detta fornminne      |
| Uppsala-Näs 213:1                         | Stensättning                     |              | Uppsala-Näs, Uppland |       | 59.792133, 17.603541 | 10028302130001 | Ladda upp en bild av detta fornminne      |
| Uppsala-Näs 216:1                         | Stensättning                     |              | Uppsala-Näs, Uppland |       | 59.791190, 17.568984 | 10028302160001 | Ladda upp en bild av detta fornminne      |
| Uppsala-Näs 216:2                         | Stensättning                     |              | Uppsala-Näs, Uppland |       | 59.791319, 17.568781 | 10028302160002 | Ladda upp en bild av detta fornminne      |
| Uppsala-Näs 218:1                         | Stensättning                     |              | Uppsala-Näs, Uppland |       | 59.792366, 17.601530 | 10028302180001 | Ladda upp en bild av detta fornminne      |
| Uppsala-Näs 221:1                         | Stensättning                     |              | Uppsala-Näs, Uppland |       | 59.804409, 17.499888 | 10028302210001 | Ladda upp en bild av detta fornminne      |